# Anglo American
Anglo American — британская горнодобывающая группа компаний, основанная в Южной Африке. Компании принадлежит 85 % алмазной монополии De Beers (остальные 15 % принадлежат правительству Ботсваны), также является крупнейшим поставщиком металлов платиновой группы (платины и палладия).
Листинг на Лондонской фондовой бирже учитывается в расчёте FTSE 100. Акции также котируются на фондовых биржах Йоханнесбурга, Швейцарии, Ботсваны и Намибии. В списке крупнейших публичных компаний мира Forbes Global 2000 за 2021 год группа заняла 218-е место, в частности 306-е по чистой прибыли, 309-е по выручке и рыночной капитализации и 590-е по активам.

## История
Компания была основана сэром Эрнестом Оппенгеймером, британцем еврейского происхождения. В 1902 году он прибыл в Кимберли в качестве представителя алмазного синдиката. В 1905 году он купил горнодобывающую компанию Consolidated Mines Selection Company, основанную в 1887 году. В 1916 году оказалось, что запасы золота на участках компании значительно больше первоначальных расчётов, и для расширения добычи Оппенгеймер решил привлечь американских инвесторов: Newmont Mining Corporation, J.P. Morgan & Co. и Guaranty Trust. С их финансовой поддержкой 25 декабря 1917 года была основана Англо-Американская корпорация (AAC); она была зарегистрирована в Южной Африке, в отличие от других южноафриканских компаний, которые регистрировались в Великобритании и других европейских странах. Корпорация начала скупать алмазные шахты в Юго-западной Африке (современная Намибия), которые вскоре были объединены в дочернюю компанию Consolidated Diamond Mines of South West Africa. В 1924 году корпорация получила 8-процентную долю в Алмазном синдикате, возглавляемом De Beers, а в 1929 году при поддержке Ротшильдов Оппенгеймера удалось взять De Beers под свой контроль.
В 1928 компания начала работу в медном секторе Замбии. Корпорация постепенно разрасталась в обширную децентрализованную горнодобывающую и финансовую организацию с интересами в Африке, Австралии, Северной и Южной Америке, Европе. К 1960-м годами AAC стала мировым лидером по золотодобыче. В то же время корпорация осваивала другие отрасли, такие как строительство, производство бумаги, издательское дело, автомобилестроение и так далее. Корпорации принадлежало около четверти из котировавшихся на Йоханнесбургской бирже акций (по официциальным данным, по неофициальным — более 40 %).
Режим апартеида корпорация не одобряла, но успешно с ним сотрудничала. Его конец в начале 1990-х годов усложнил её работу в ЮАР, некоторые активы оказались под угрозой национализации. Для решения этой проблемы AAC избрала двойную тактику: с одной стороны сотрудничать с правительством Нельсона Манделы, с другой переподчинять активы своим дочерним компаниям, зарегистрированным в других странах. В 1999 году были приняты более радикальные меры. Англо-Американская корпорация объединилась с собственной дочерней компанией Минорко (сокращение от Minerals and Resources Corporation, создана в 1974 году, зарегистрирована в Люксембурге), название было изменено на Anglo American PLC, штаб-квартира перенесена в Лондон. Формально 24 мая 1999 года возникла новая компания, её акции начали котироваться на Лондонской фондовой бирже. В 2000 году было продано на $850 млн непрофильных активов в промышленности и банкинге. Золотодобыча была выделена в самостоятельную корпорацию AngloGold, которая после слияния в 2004 году с Ashanti Goldfields Corporation стала называться AngloGold Ashanti. В 2007 году была продана компания по производству бумаги Mondi Group. В начале ноября 2011 года было объявлено о договорённости, в соответствии с которым Anglo American согласилась купить весь пакет акций De Beers, принадлежащий семье Оппенгеймеров (40 %) за $5,1 млрд, доведя таким образом свой пакет до контрольного. В 2014 году начал работу железорудный проект Минас-Рио в Бразилии. В 2020 году был куплен проект по добыче полигалита (минерала, используемого в качестве удобрения) в Англии.

## Деятельность
Подразделения:
- De Beers — выручка 3,38 млрд долларов;
- Медь — выручка 7,18 млрд долларов;
- Металлы платиновой группы — выручка 8,47 млрд долларов;
- Железная руда — выручка 7,95 млрд долларов;
- Уголь — выручка 3,8 млрд долларов;
- Никель и марганец — выручка 1,27 млрд долларов;
- Удобрения — добыча полигалита, выручка 0,11 млрд долларов;

Компания работает в следующих странах:
- ЮАР — добыча алмазов, металлов платиновой группы, меди, никеля, марганца, угля; 44 700 сотрудников
- остальная Африка — добыча алмазов в Ботсване и Намибии, металлов платиновой группы в Зимбабве; 4500 сотрудников
- Бразилия — добыча железной руды, никеля и марганца; 3900 сотрудников
- Чили — добыча медной руды; 3800 сотрудников
- Австралия — добыча никеля, марганца и угля; 2800 сотрудников
- Великобритания — добыча полигалита; 2400 сотрудников
- Канада — добыча алмазов; 800 сотрудников
- Перу — добыча медной руды; 400 сотрудников
- Колумбия — добыча угля
- представительства в Финляндии, Шанхае и Сингапуре

Объём производства в 2020 году составил:
- алмазы — 25,1 млн карат (треть мирового производства)
- медь — 647 тысяч тонн
- металлы платиновой группы — 3,809 млн унций (108 тонн, мировой лидер)
- железная руда — 61,1 млн тонн
- металлургический уголь — 16,8 млн тонн
- [термический уголь — 20,6 млн тонн
- никель — 45 тысяч тонн

Крупнейшими покупателями по странам являются КНР (39 %), Япония (13 %), остальная Азия (15 %), Великобритания (6 %), остальная Европа (10 %), Северная Америка (3 %), ЮАР (2 %), остальная Африка (3 %), Чили (2 %), Бразилия (1 %).
| Год                 | 2011  | 2012   | 2013  | 2014   | 2015   | 2016  | 2017  | 2018  | 2019  | 2020  |
| ------------------- | ----- | ------ | ----- | ------ | ------ | ----- | ----- | ----- | ----- | ----- |
| Выручка             | 30,58 | 28,68  | 29,34 | 27,07  | 20,46  | 21,38 | 26,24 | 27,61 | 29,87 | 30,90 |
| Чистая прибыль      | 7,922 | -0,564 | 0,426 | -1,524 | -5,842 | 1,926 | 4,059 | 4,373 | 4,582 | 3,328 |
| Собственный капитал | 39,09 | 37,61  | 31,67 | 26,42  | 16,57  | 19,02 | 22,97 | 23,60 | 24,80 | 25,82 |